# Armoriale dei comuni della provincia di Grosseto
Questa pagina contiene le armi (stemmi e blasonature) dei comuni della provincia di Grosseto.
| Stemma | Comune e blasonatura | Gonfalone e bandiera |
| ------ | --- | -------------------- |
|        | Arcidosso Di rosso, al castello d'argento, torricellato di un pezzo merlato alla guelfa, chiuso e murato di nero, terrazzato di verde, la torre addestrata da una quercia al naturale, piantata sul castello, pendente in banda e accompagnata nel cantone sinistro del capo da uno scudetto spaccato d'argento e di nero. Riconoscimento stemma con D.C.G. del 28 maggio 1934 |                      |
|        | Campagnatico D'azzurro, alla campana di bronzo, appesa con due funi ad una trave di legno, accompagnata nei punti destro e sinistro dell'onore, da due stelle d'oro. Concessione stemma con D.P.R. dell'11 agosto 1968 Gonfalone: Drappo d'azzurro, riccamente ornato di ricami d'argento e caricato dello stemma sopra descritto con la iscrizione centrata in argento "Comune di Campagnatico. Concessione gonfalone con D.P.R. dell'11 agosto 1968 |                      |
|        | Capalbio D'argento, al leone d'oro, sostenente con le branche anteriori una testa umana, albina. |                      |
|        | Castel del Piano Di rosso, al castello, merlato alla guelfa, torricellato di uno, aperto e finestrato del campo. |                      |
|        | Castell'Azzara D'argento al castello di rosso, torricellato di tre, il medio più alto, terrazzato di verde, sormontato da tre dadi al naturale segnati coi punti 3 - 5 - 4 di nero. Riconoscimento stemma con D.C.G. del 22 ottobre 1929 |                      |
|        | Castiglione della Pescaia D'azzurro, al castello d'argento, di tre torri, sormontate da tre crescenti montanti dello stesso. |                      |
|        | Cinigiano D'azzurro, al cigno al naturale, fermo su una terrazza di verde, afferrante con il becco una freccia d'argento, in sbarra, con la punta all'ingiù. Concessione stemma con D.P.R. del 22 mag 1970 Gonfalone: Drappo partito di bianco e d'azzurro, riccamente ornato di ricami d'argento e caricato dello stemma sopra descritto con la iscrizione centrata in argento "Comune di Cinigiano". Concessione gonfalone con D.P.R. del 22 maggio 1970 |                      |
|        | Civitella Paganico Inquartato: nel primo, d'argento, alla vitella di rosso, rampante; nel secondo, di azzurro, al leone d'argento; nel terzo, di rosso, alla pialla d'oro, poggiata sul colle più alto di un monte all'italiana (10) ristretto, il tutto d'argento; nel quarto, di azzurro, al castello di rosso, torricellato di uno, merlato alla guelfa, aperto e finestrato. Concessione stemma con D.P.R. del 21 marzo 1956 Gonfalone: Drappo di colore azzurro, riccamente ornato di ricami d'argento e caricato dello stemma sopra descritto con la iscrizione centrata in argento "Comune di Civitella Paganico". Concessione gonfalone con D.P.R. del 21 marzo 1956                                                           |                      |
|        | Follonica Campo di cielo, alla prora di nave romana navigante in mare e movente dal lato sinistro dello scudo, il tutto al naturale. Concessione stemma con R.D. del 3 ottobre 1929 Gonfalone: Drappo bianco, riccamente ornato di ricami d'argento e caricato dello stemma comunale con l'iscrizione centrata in argento "Comune di Follonica". Concessione gonfalone con R.D. del 3 ottobre 1929 |                      |
|        | Gavorrano D'azzurro, alla rocca fiancheggiata da due torri d'argento, murate di nero, accompagnate da un leone d'oro nel capo, sulla compagna di quattro monti di verde. Riconoscimento stemma con D.C.G. del 21 febbraio 1933 Gonfalone: drappo troncato di verde e di giallo… DPR 5 dicembre 1978 |                      |
|        | Grosseto Di rosso, al grifo d'argento, impugnante con la branca destra anteriore una spada dello stesso, posta in palo. · Riconoscimento stemma con D.C.G. del 22 giugno 1928 · Gonfalone: · Drappo di colore rosso… |                      |
|        | Isola del Giglio D'azzurro, al castello di rosso, torricellato di due, affiancato da due gigli d'argento. |                      |
|        | Magliano in Toscana D'argento, al maglio d'oro, posto in palo'.' Riconoscimento stemma con D.P.C.M. del 30 giugno 1958 Gonfalone: Drappo di colore giallo riccamente ornato di ricami d'argento e caricato dello stemma comunale con la iscrizione centrata in argento "Comune di Magliano in Toscana". Concessione gonfalone con D.P.R. del 17 dicembre 1958 |                      |
|        | Manciano Di rosso, al leone d'oro, lampassato di rosso, con la branca destra trasformata in braccio umano, con la mano appalmata. |                      |
|        | Massa Marittima Di rosso, al leone d'oro; al capo d'Angiò. Gonfalone: Drappo di rosso… |                      |
|        | Monte Argentario Troncato: nel primo d'azzurro, a due monti d'argento; nel secondo al mare al naturale, con un'ancora di nero, gomenata dello stesso, attraversante sulla troncatura. Concessione stemma con R.D. del 24 luglio 1929 Gonfalone: Al centro di azzurro, lo stemma del Comune, sorretto alla base da due delfini in amore (significanti Porto S. Stefano e Porto Ercole) i quali hanno ai lati le rispettive lettere: PSS e PE; incorniciato da quattro bande rosse caricate, a sinistra, da un serto di ulivo d'oro, a destra da un serto di pampini e grappoli d'uva d'oro (a rappresentazione delle caratteristiche agricole del promontorio) ed in basso da un volo di rondini nere (a rappresentazione del turismo). |                      |
|        | Monterotondo Marittimo D'oro, al leone d'argento, posto sopra un monte di tre cime di verde. Gonfalone: drappo troncato di bianco e di giallo… |                      |
|        | Montieri Di rosso, al leone d'argento, posto sopra un monte di tre cime dello stesso, movente dalla punta dello scudo. |                      |
|        | Orbetello Di rosso, al leone d'argento, abbrancante una fiocina d'oro in palo, e infilzante un muggine natante sul mare al naturale. Riconoscimento stemma con D.C.G. del 1º marzo 1939 |                      |
|        | Pitigliano D'oro, alla torre merlata d'argento, sostenuta da due leoni controrampanti di rosso, attraversati da due rose dello stesso, il tutto su un colle al naturale. |                      |
|        | Roccalbegna D'azzurro, alla torre al naturale, fondata su un colle, accompagnata da mura turrite; in capo una stella di sei raggi d'oro. |                      |
|        | Roccastrada Di rosso, al castello d'argento, fortificato di tre torricelle, fondato sulla campagna attraversata da una strada, il tutto al naturale, sormontato nel capo da una stella di otto raggi d'argento. Gonfalone: Drappo di colore bianco riccamente ornato di ricami d'argento e caricato dello stemma comunale con la iscrizione centrata "Comune di Roccastrada". Concessione gonfalone con D.P.R. del 16 marzo 1961 |                      |
|        | Santa Fiora Partito di verde e di rosso, alle immagini delle sante Flora e Lucilla poste su una campagna di verde, sostenenti una con la mano sinistra, l'altra con la destra, un anello gemmato d'oro. |                      |
|        | Scansano Partito: nel primo, di verde, alla croce d'argento; nel secondo, di rosso, all'accetta al naturale posta in palo. Riconoscimento stemma con DPCM del 19 dicembre 1951 Gonfalone: Drappo partito di verde e di rosso riccamente ornato di ricami d'argento e caricato dello stemma comunale con la iscrizione centrata in argento "Comune di Scansano". Concessione gonfalone con D.P.R. del 1º dicembre 1952 |                      |
|        | Scarlino D'azzurro, ad una stella (8) accostata da 8 stelle poste fra le sue punte e sormontate da una nona stella di grandezza intermedia. Il tutto d'oro, entro una linea chiusa, composta da nove archi, pure d'oro. Concessione stemma con D.P.R. del 12 luglio 1974 Gonfalone: Troncato di giallo e d'azzurro, riccamente ornato di ricami d'argento e caricato dello stemma sopra descritto con la iscrizione centrata in argento "Comune di Scarlino". Concessione gonfalone con D.P.R. del 12 luglio 1974 |                      |
|        | Seggiano Di rosso, all'albero, sradicato al naturale, posto sulla campagna di verde. Gonfalone: Drappo di rosso… |                      |
|        | Semproniano D'oro, al leone d'argento, lampassato di rosso. Gonfalone: Drappo di bianco… |                      |
|        | Sorano D'argento, al castello di sette torri d'oro, sormontato da una croce dello stesso. |                      |